# 세계 개혁교회 연맹
세계 개혁교회연맹(The World Alliance of Reformed Churches 또는 WARC)는 종교개혁자 장 칼뱅의 사상을 뿌리로 하는 200여 개신교 교회들의 공동체이다. 스위스 제네바에 본부가 있다. 한국 장로교회에서는 일치파 진영으로는 한국 기독교 장로회, 대한예수교장로회(통합)이 회원교단으로 활동하고 있고 보수파 진영에서는 대한예수교장로회(대신), 대한예수교장로회(백석)이 참여하고 있다. 2010년 세계개혁교회협의회로 합병되었다.

## 같이 보기
- 세계개혁교회협의회